# Баленска зелена морска котка
Баленската зелена морска котка (Chlorocebus djamdjamensis) е вид бозайник от семейство Коткоподобни маймуни (Cercopithecidae). Видът е световно застрашен, със статут Уязвим.

## Разпространение
Разпространен е в Етиопия.